# Jean Métellus
Jean Métellus (* 30. April 1937 in Jacmel, Département Sud-Est, Haiti; † 4. Januar 2014 in Bonneuil-sur-Marne, Département Val-de-Marne, Frankreich) war ein haitianischer Arzt, Romanschriftsteller, Lyriker und Dramatiker, der während der diktatorischen Herrschaft von François Duvalier ins Exil ging und als Vertreter der frankokaribischen Literatur Haitis 2010 den Grand Prix de la Francophonie der Académie française erhielt. Sein Buch La famille Vortex wurde in die UNESCO-Sammlung repräsentativer Werke aufgenommen.

## Leben
Jean Métellus arbeitete als Mathematiklehrer am Lycée Célia Lamour in seiner Geburtsstadt Jacmel und ging zu Beginn der diktatorischen Herrschaft von François Duvalier 1959 ins Exil nach Frankreich. Dort begann er ein Studium der Fächer Physik, Chemie und Biologie an der Wissenschaftlichen Fakultät der Universität von Paris und im Anschluss ein Studium der Medizin an der Medizinischen Fakultät der Universität von Paris, das er 1970 mit einem Doktor der Medizin auf dem Gebiet der Neurologie mit einer Dissertation über Aphasie mit dem Titel Contribution à l’étude du jargon phonémique et de la désintégration phonétique dans l’aphasie abschloss. Im Anschluss arbeitete er als Praktischer Arzt an verschiedenen Krankenhäusern in Paris und verfasste zudem zahlreiche Aufsätze für medizinische Fachzeitschriften. Daneben absolvierte er ein postgraduales Studium der Sprachwissenschaften an der Universität Paris III, das er 1975 mit einem Doktor im Fach Linguistik beendete.
In der Folgezeit war er weiterhin als Arzt, aber auch als Dozent und Lehrbeauftragter an zahlreichen Hochschuleinrichtungen tätig wie dem zur Universität Paris III gehörenden Institut für sprachwissenschaftliche und phonetische Studien (Institut des Études Linguistiques et Phonétiques) sowie an der Krankenpflegeschule des Hôpital Albert-Chenevier. Er organisierte zwischen 1993 und 1995 verschiedene Vortragsveranstaltungen am Hôpital Émile-Roux.
Er verfasste zahlreiche Gedichtbände, Romane sowie Theaterstücke und erhielt als Vertreter der frankokaribischen Literatur Haitis 2010 den Grand Prix de la Francophonie der Académie française. Sein Buch La famille Vortex wurde in die UNESCO-Sammlung repräsentativer Werke aufgenommen.
Métellus war mit Anne-Marie verheiratet. Nach seinem Tode wurde er auf dem Cimetière du Père Lachaise beigesetzt, dem größten Friedhof von Paris.

## Veröffentlichungen

### Gedichtbände, Romane und Theaterstücke
- Au Pipirite chantant,  Gedichte, Paris Maurice Nadeau, 1978
- Tous ces Chants sereins, Gedichte, Mareil-sur-Mauldre Qui Vive, 1980
- Hommes de plein vent, Gedichte, Paris Silex, 1981
- Jacmel au crépuscule, Roman, Paris Gallimard, 1981
- La Famille Vortex, Roman, Paris Gallimard, 1982
- Une Eau-forte, Roman, Paris Gallimard, 1983
- Voyance, Gedichte, Paris Hatier, 1984
- La Parole prisonnière, Roman, Paris Gallimard, 1986
- Anacaona, Theaterstück, Paris Hatier, 1986
- L’Année Dessalines, Roman, Paris Gallimard, 1986
- Les Cacos, Roman, Paris Gallimard, 1989
- Charles-Honoré Bonnefoy, Roman, Paris Gallimard, 1990, Gedichte
- Jacmel, Gedichte, Paris Orénoques, 1991
- Le Pont rouge, Theaterstück, Paris Nouvelles du Sud, 1991
- Louis Vortex, Roman, Paris Messidor, 1992
- Colomb, Theaterstück, Martinique De l’autre-mer, 1992
- Voix nègres, Solignac: Le Bruit des Autres, 1992
- Les Dieux pèlerins, Paris Nouvelles du Sud, 1997
- L’Archevêque, Roman, Pantin Le Temps des Cerises, 1999
- La Vie en partage, Roman, Paris Desclée de Brouwer, 2000
- Toussaint Louver, Theaterstück, Yaoundé Silex / Paris Nouvelles du Sud, 2003
- Toussaint Louverture, le précurseur, Roman, Paris Le Temps des Cerises, 2004
- La Peau et autres poèmes, Paris Seghers, 2006
- Visages de femmes, Gedichte, Pantin: Le Temps des Cerises, 2007
- Eléments, Gedichte, Paris: Janus, 2008
- La main et autres poèmes, Gedichte, Paris Janus, 2013

### Medizinische Fachwerke
- Contribution à l’étude du jargon phonémique et de la désintégration phonétique dans l’aphasie, Dissertation, Universität Paris III, 1970
- L’aphasie. Exposés de Psychiatrie, Collection Psyplix, 1971
- L’acquisition et le développement du langage chez l’enfant, Exposés de psychiatrie. Collection Psyplix, 1971
- Conduite à tenir devant un état de commotion cérébrale, Collection P.M.Q, 1971
- Les accidents respiratoires au cours du syndrome de Marfan, Horizons Médicaux 189. S. 12–15, 1972
- Apports de la linguistique à l’aphasie, Revue des C.H.U., Nr. 24, S. 27–30, 1972
- La fibroscopie. Horizons Médicaux, Nr. 192, S. 13–17, 1972
- Étude du Lorazepam dans un Service de Neurologie, Gazette Médicale de France. 79, Nr. 3, S. 354–356, 1972
- Où en est l’immunothérapie anti-tumorale?, Horizons Médicaux, Nr. 194, S. 17–20, 1972
- Une étude sur les altérations musicales au cours des lésions hémisphériques. Rôle de l'hémisphère mineur dans la réalisation mélodique, Concours Médical, Nr. 48,1972
- La thermographie quantitative, Horizons Médicaux, Nr. 196, S. 11–14, 1973
- Les premiers mots, Revue Sandorama, Nr. 32, S. 10–13, 1973
- Le bégaiement, Horizons Médicaux, Nr. 200, S. 3–9, 1973
- Les indications actuelles de la sismothérapie sous anesthésie générale et curarisation, Horizons Médicaux, Nr. 203, S. 7–11, 1973